# Kristina Apgar
Kristina Louise Apgar (Morristown (New Jersey), 10 juni 1985) is een Amerikaans actrice.

## Biografie
Apgar heeft het acteren geleerd aan de New Jersey Ballet Company in Livingston (New Jersey) en aan de Stella Adler Academy of Acting and Theater, opgericht door Stella Adler, in Los Angeles. Zij heeft gestudeerd aan de universiteit van Californië in Los Angeles waar zij cum laude haar diploma haalde in 2012 in politicologie.
Apgar is van Noorse afkomst. Voordat zij actrice werd was zij actief als model voor een modellenbureau in New York.

## Filmografie

### Televisieseries
Uitgezonderd eenmalige gastrollen.
- 2011 90210 – als Jane – 4 afl.
- 2011 Detroit 1-8-7 – als Riley Sullivan – 2 afl.
- 2008-2009 Privileged – als Lily Smith – 18 afl.
- 2008 Terminator: The Sarah Connor Chronicles – als Cheri Westin – 4 afl.
- 2004 Rescue Me – als Nicole – 2 afl.